# Вдовін-Кольонія
Вдовін-Кольонія (пол. Wdowin-Kolonia) — село в Польщі, у гміні Дружбиці Белхатовського повіту Лодзинського воєводства.
Населення — 103 особи (2011).
У 1975-1998 роках село належало до Пйотрковського воєводства.

## Демографія
Демографічна структура станом на 31 березня 2011 року:
|          | Загалом | Допрацездатний вік | Працездатний вік | Постпрацездатний вік |
| -------- | ------- | ------------------ | ---------------- | -------------------- |
| Чоловіки | 51      | 16                 | 32               | 3                    |
| Жінки    | 52      | 12                 | 27               | 13                   |
| Разом    | 103     | 28                 | 59               | 16                   |